# Caloplaca leptocheila
Caloplaca leptocheila är en lavart som beskrevs av H.Magn.. Caloplaca leptocheila ingår i släktet orangelavar, och familjen Teloschistaceae. Arten är reproducerande i Sverige.